# Mielenko (województwo zachodniopomorskie)
Mielenko – wieś w północno-zachodniej Polsce, w województwie zachodniopomorskim, w powiecie koszalińskim, w gminie Mielno. Położona nad Morzem Bałtyckim, na Wybrzeżu Słowińskim.
W 2011 r. Mielenko zamieszkiwało 378 osób.
Nad morzem wyznaczono letnie kąpielisko „Mielenko 215” o długości 100 m, przy wejściu od ul. Brzozowej. W 2012 r. kąpielisko Mielenko spełniało wytyczne wymogi jakościowe dla wody w kąpielisku Unii Europejskiej. W 2013 r. okres sezonu kąpielowego określono od 1 lipca do 31 sierpnia.
W 2007 r. w Mielenku było 79 osób, które płaciły podatek rolny.
W miejscowości ma siedzibę jednostka Ochotniczej Straży Pożarnej włączona do krajowego systemu ratowniczo-gaśniczego.
Około 2500 lat p.n.e. w młodszej epoce kamienia była tu osada ludzka. Odnaleziono tu cmentarzysko z epoki kultury łużyckiej, około 1700 lat p.n.e. Zachowało się tu kilkanaście chałup i budynków gospodarczych o konstrukcji szachulcowej, pochodzących z XIX wieku, z charakterystycznymi naczółkowymi dachami.
Znajduje się w niej aleja lipowa oraz pozostałości wałów obronnych po 3 grodziskach z IX i X wieku.
Gmina Mielno utworzyła jednostkę pomocniczą sołectwo Mielenko, obejmujące jedynie miejscowość Mielenko. Mieszkańcy wsi wybierają sołtysa oraz radę sołecką, która składa się z 3 do 7 osób.